# 돌상어
돌상어(학명: Gobiobotia brevibarba)는 금강, 한강, 임진강에 서식하는 한국 고유종이며, 멸종위기 야생생물 Ⅱ급으로 지정되어 법적으로 보호를 받고 있다. 물이 깨끗하고 자갈이 깔려 있는 1급수에서 서식하며, 이 돌에서 저 돌로 재빠르게 옮겨다니며 잘 숨는다. 앞부분의 배쪽이 평평하고 가슴지느러미가 바닥에 밀착하기에 용이하다. 습성과 생활사에 관해서는 알려진 것이 거의 없다. 돌상어의 색깔은 노란 적갈색이며, 영동 지방에서는 진달래가 필 무렵에 몰려오는 돌상어는 겨울 동안 먹지 않아 뱃속이 비어 있어 회로 먹는 것이 연중행사처럼 되어 왔지만, 현재는 야생생물 보호 및 관리에 관한 법률에 따라 멸종위기 야생 동식물을 채취, 고사 시키면 3년 이하의 징역 또는 2000만원 이하의 벌금에 처해진다.

## 참고 문헌
- 한국의 민물고기 (자연과 함께하는 사람들 편찬)

1. ↑  국립생물자원관. “돌상어”. 《한반도의 생물다양성》. 대한민국 환경부.